# Джон Спаро Давид Томпсон
Сер Джон Спа́ро Давид То́мпсон (англ. Sir John Sparrow David Thompson; 10 листопада 1845, Галіфакс, Нова Шотландія  — 12 грудня 1894, Віндзорський замок, Англія) — четвертий прем'єр-міністр Канади, перший римо-католицький прем'єр-міністр Канади, прем'єр Нової Шотландії, адвокат, суддя і професор університету.